# Саволюк Сергій Іванович
Сергій Іванович Саволюк — доктор медичних наук, професор, завідувач кафедри хірургії та судинної хірургії Національний університет охорони здоров’я України ім. П. Л. Шупика.

## Біографічні відомості
Саволюк Сергій Іванович народився 1 липня 1977 року в м. Могилів-Подільський Вінницької області в сім'ї лікарів.
В 1992 році по закінченні 9-ти класів середньої школи № 6 в м. Могилів-Подільський я був зарахований на фельдшерське відділення Могилів-Подільського медичного училища, яке закінчив з відзнакою в 1996 році.
В 1996 році був зарахований до Вінницького державного медичного інституту ім. М.І. Пирогова на медичний факультет № 1 за спеціальністю "Лікарська справа", який з відзнакою закінчив у 2002 році.
Протягом навчання в університеті працював операційною сестрою травматологічного відділення № 1 Вінницької міської клінічної лікарні № 2 з 05.10.1999 р. по 01.02.2004 р.
Після закінчення навчання був зарахований в інтернатуру за спеціальністю "Хірургія", яку проходив впродовж 2002-2004 років на базі хірургічного відділення МКЛ № 2 м. Вінниця.
Навчання в інтернатурі поєднував з навчанням в магістратурі на кафедрі факультетської хірургії Вінницького національного медичного університету ім. М.І. Пирогова протягом 2002-2004 років.
З 2004 року був зарахований спочатку на посаду старшого лаборанта, а згодом асистента кафедри факультетської хірургії ВНМУ ім. М.І. Пирогова.
29 листопада 2005 року захистив кандидатську дисертацію.
У 2012 році був переведений на посаду доцента кафедри хірургії № 2 (атестат доцента 12ДЦ № 035189 згідно з рішенням Атестаційної колегії від 31.05.2013 р., протокол № 5/02-Д).
17 грудня 2012 року захистив докторську дисертацію.
З 24 листопада 2015 року працює в Національній медичній академії післядипломної освіти імені П.Л. Шупика МОЗ України на посаді завідувача кафедри хірургії та судинної хірургії.
17 червня 2022 року Указом Президента України №419/2022 "Про відзначення державними нагородами України"  отримав звання "Заслужений лікар України".

## Освіта
Закінчив з відзнакою Вінницький державний медичний університет ім. М.І. Пирогова (диплом з відзнакою ВН № 19741909 від 29.06.2002р.), медичний факультет № 1 за спеціальністю "Лікарська справа".
Стипендіат Верховної Ради України протягом 1999-2000 навчального року. 
Стипендіат Президента України протягом 2000-2002 навчальних років. Староста студентського наукового товариства кафедри факультетської хірургії протягом 1999-2001 навчальних років. Протягом 1999-2002 навчальних років займав призові місця на студентських університетських конференціях у секції "Хірургія". Переможець Республіканської олімпіади з хірургії: 2000 рік – 1 місце (місто - Тернопіль); 2001 рік – 1 місце (місто Тернопіль).
Вчителі: завідувач кафедри факультетської хірургії ВНМУ імені М.І. Пирогова, Заслужений діяч науки та техніки України, доктор медичних наук, професор Годлевський Аркадій Іванович.

### Захист дисертаційних робіт
- кандидат медичних наук (14.01.03 - хірургія) (від 9.02.2006р., протокол ВАК України № 4-09/2, ДК № 032772) - тема кандидатської дисертації: Оптимізація програми комплексного лікування хворих на гострий панкреатит біліарної етіології (дата захисту – 29.11.2005 р., спеціалізована вчена рада Д 05.600.01 ВНМУ ім. М.І. Пирогова МОЗ України). Науковий керівник: доцент кафедри факультетської хірургії ВНМУ імені М.І. Пирогова, доктор медичних наук Каніковський О.Є.
- доктор медичних наук (14.01.03 - хірургія) (диплом доктора наук ДД № 002010 на підставі рішення Атестаційної колегії від 25.04.2013 р.) – тема докторської дисертації: Обґрунтування лікувальної тактики в хворих на обтураційну жовтяницю непухлинної етіології (дата захисту – 17.12.2012 р., спеціалізована вчена рада Д 26.613.08 НМАПО імені П.Л. Шупика МОЗ України). Науковий консультант: Лауреат Державної премії України, доктор медичних наук, професор Ничитайло Михайло Юхимович. Національний інститут хірургії та трансплантології імені О.О. Шалімова НАМН України, завідувач відділу лапароскопічної хірургії та холелітіазу.

### Лікувальна та наукова діяльність
САВОЛЮК СЕРГІЙ ІВАНОВИЧ (01.07.1977 р.н.), доктор медичних наук (з 2012 р.), доцент (з 2013 р.), завідувач кафедри хірургії та судинної хірургії Національної медичної академії післядипломної освіти імені П.Л. Шупика МОЗ України (з 24.11.2015 р.), хірург вищої кваліфікаційної категорії (з 2011 р.), член Спеціалізованої Вченої Ради по захисту кандидатських і докторських дисертацій за спеціальністю "Хірургія" (14.01.03) Національного інституту хірургії та трансплантології імені академіка О.О. Шалімова НАМН України (з 2016 р.), член експертної проблемної комісії НМАПО імені П.Л. Шупика МОЗ України за спеціальністю "Хірургія" (14.01.03) (з 2017 р.), експерт МОЗ України з питань розвитку служби крові України (з 2016 р.), член правління ГО «Асоціація хірургів м. Києва та Київської області» та Наукового товариства хірургів м. Києва та Київської області (з 2016 р.), член редакційної колегії 4 фахових науково-практичних журналів ("Пластична, реконструктивна і естетична хірургія", Вісник Вінницького національного медичного університету, Ендоваскулярна нейрорентгенохірургія, "Art of medicine"), автор 1 наукової монографії, 269 фахових публікацій, 101 деклараційного патенту на винахід, 43 галузевих нововведень, співавтор 1 підручника для лікарів-інтернів за спеціальністю "Хірургія". Під його керівництвом захищено 2 кандидатських дисертації. Указом Президента України №419/2022 "Про відзначення державними нагородами України" нагорджен званням  "Заслужений лікар України".

## Патенти
Автор 101 деклараційного патенту України на винаходи:
1. Патент на корисну модель № 93644 Україна, МПК (2014.01) А61В 17/00. Спосіб формування терміно-латерального холедохоєюноанастомозу / С.І. Саволюк, Годлевський А.І., Вовчук І.М.; заявник та патентовласник Вінницький національний медичний університет ім. М.І. Пирогова. - № u 201404669; заявл. 30.04.2014; опубл. 10.10.2014, Бюл. № 19.
2. Патент на корисну модель № 93682 Україна, МПК (2014.01) А61В 5/00. Спосіб патогенетично обґрунтованої корекції анемічного синдрому у хворих на гострий некротичний етанольний панкреатит / С.І. Саволюк, Годлевський А.І., Мельник Т.О.; заявник та патентовласник Вінницький національний медичний університет ім. М.І. Пирогова. - № u 201405019; заявл. 12.05.2014; опубл. 10.10.2014, Бюл. № 19.
3. Патент на корисну модель № 93683 Україна, МПК (2014.01) А61В 17/00. Спосіб профілактики постдекомпресійних дисфункцій печінки при хірургічному лікуванні некритичних обтураційних жовтяниць / Саволюк С.І., Годлевський А.І., Вовчук І.М., Дембіцький А.Р.; заявник та патентовласник Вінницький національний медичний університет ім. М.І. Пирогова. - № u 201405020; заявл. 12.05.2014; опубл. 10.10.2014, Бюл. № 19.
4. Патент на корисну модель № 93684 Україна, МПК (2014.01) А61В 17/00. Спосіб хірургічної профілактики дисфункцій печінки після оперативного лікування доброякісної та злоякісної обтураційної жовтяниці / Саволюк С.І., Годлевський А.І., Вовчук І.М., Дембіцький А.Р.; заявник та патентовласник Вінницький національний медичний університет ім. М.І. Пирогова. - № u 201405021; заявл. 12.05.2014; опубл. 10.10.2014, Бюл. № 19.
5. Патент на корисну модель № 97889 Україна, МПК G01N 33/48 (2006.01) Спосіб диференційної діагностики клініко-морфологічних форм гострого панкреатиту біліарної етіології / Саволюк С.І., Годлевський А.І., Томашевський Я.В.; заявник та патентовласник Вінницький національний медичний університет ім. М.І. Пирогова. - № u 201411198; заявл. 14.10.2014; опубл. 10.04.2015; Бюл. № 7.
6. Патент на корисну модель № 97890 Україна, МПК (2015.01) А61В 10/00 Спосіб визначення ступеня тяжкості поєднаної абдомінальної травми / Саволюк С.І., Годлевський А.І., Клімас А.С., Мельник Т.О.; заявник та патентовласник Вінницький національний медичний університет ім. М.І. Пирогова. - № u 201411199; заявл. 14.10.2014; опубл. 10.04.2015; Бюл. № 7.
7. Патент на корисну модель № 97938 Україна, МПК (2015.01) А61В 10/00 Спосіб реєстрації важкості печінкової дисфункції у хворих з непухлинними обтураційними жовтяницями / Саволюк С.І., Вовчук І.М., Гудзь М.А.; заявник та патентовласник Вінницький національний медичний університет ім. М.І. Пирогова. - № u 201411822; заявл. 31.10.2014; опубл. 10.04.2015; Бюл. № 7.
8. Патент на корисну модель № 98446 Україна, МПК (2015.01) А61В 17/00 Спосіб попередження транзиторної біліарної гіпертензії після хірургічних маніпуляцій на позапечінкових жовчних протоках / Годлевський А.І., Саволюк С.І., Фуніков А.В., Ярмак О.А., Сергєєв С.В.; заявник та патентовласник Вінницький національний медичний університет ім. М.І. Пирогова. - № u 201411822; заявл. 31.10.2014; опубл. 10.04.2015; Бюл. № 7.
9. Патент на корисну модель № 98855 Україна, МПК G01N 33/48 (2006.01) Спосіб визначення групи ризику виникнення післяопераційних септичних ускладнень у хворих з ургентною абдомінальною патологією / Саволюк С.І., Годлевський А.І., Гудзь М.А.; заявник та патентовласник Вінницький національний медичний університет ім. М.І. Пирогова. - № u 201412525; заявл. 21.11.2014; опубл. 12.05.2015; Бюл. № 9.
10. Патент на корисну модель № 98856 Україна, МПК G01N 33/48 (2006.01) Спосіб визначення груп ризику виникнення запальних біліарних ускладнень та біліарного сепсису у хворих з непухлинними обтураційними жовтяницями / Саволюк С.І., Годлевський А.І., Жмур А.А., Дембіцький А.Р.; заявник та патентовласник Вінницький національний медичний університет ім. М.І. Пирогова. - № u 201412526; заявл. 21.11.2014; опубл. 12.05.2015; Бюл. № 9.
11. Патент на корисну модель № 98857 Україна, МПК (2015.01) А61В 5/00 Спосіб післяопераційної діагностики ступеня печінкової недостатності у хворих на обтураційну жовтяницю непухлинної етіології / Саволюк С.І., Годлевський А.І., Томашевський Я.В., Дембіцький А.Р.; заявник та патентовласник Вінницький національний медичний університет ім. М.І. Пирогова. - № u 201412527; заявл. 21.11.2014; опубл. 12.05.2015; Бюл. № 9.
12. Патент на корисну модель № 98858 Україна, МПК (2015.01) А61В 5/00 Спосіб періопераційної оцінки ступеня та стадії печінкової недостатності у хворих із доброякісною патологією гепатопанкреатобіліарної зони / Саволюк С.І., Годлевський А.І., Томашевський Я.В.; заявник та патентовласник Вінницький національний медичний університет ім. М.І. Пирогова. - № u 201412528; заявл. 21.11.2014; опубл. 12.05.2015; Бюл. № 9.
13. Патент на корисну модель № 100410 Україна, МПК (2015.01) А61В 17/00, А61В 17/22 (2006.01), А61В 19/12 (2006.01), А61М 27/00 Пристрій для дренування черевної порожнини при розповсюдженому гнійному перитоніті / Годлевський А.І., Саволюк С.І., Гудзь М.А., Ярмак О.А.; заявник та патентовласник Вінницький національний медичний університет ім. М.І. Пирогова. - № u 201500782; заявл. 02.02.2015; опубл. 27.07.2015; Бюл. № 14.
14. Патент на корисну модель № 100411 Україна, МПК (2015.01) А61В 17/00, А61В 17/22 (2006.01) Спосіб хімічної ваготомії / Саволюк С.І., Годлевський А.І., Вовчук І.М.; заявник та патентовласник Вінницький національний медичний університет ім. М.І. Пирогова. - № u 201500784; заявл. 02.02.2015; опубл. 27.07.2015; Бюл. № 14.
15. Патент на корисну модель № 102384 Україна, МПК (2015.01) А61В 17/00 Спосіб декомпресії жовчних протоків / Годлевський А.І., Фуніков А.В., Саволюк С.І., Ярмак О.А.; заявник та патентовласник Вінницький національний медичний університет ім. М.І. Пирогова. - № u 201504443; заявл. 06.05.2015; опубл. 26.10.2015; Бюл. № 20.
16. Патент на корисну модель № 105282 Україна, МПК (2016.01) А61В 5/00, G01N 33/49 (2006.01) Спосіб діагностики стадій розповсюдженого гнійного перитоніту / Саволюк С.І., Гудзь М.А.; заявник та патентовласник Вінницький національний медичний університет ім. М.І. Пирогова. - № u 201509150; заявл. 23.09.2015; опубл. 10.03.2016; Бюл. № 5.
17. Патент на корисну модель № 106850 Україна, МПК (2016.01) А61В 17/00, G01N 33/50 (2006/01) Спосіб інтраопераційної експрес-оцінки морфологічного стану стінки загальної жовчної протоки у хворих на холедохолітіаз, ускладнений гострим холангітом / Саволюк С.І., Лосєв В.О.; заявник та патентовласник Вінницький національний медичний університет ім. М.І. Пирогова. - № u 201510941; заявл. 093.11.2015; опубл. 10.05.2016; Бюл. № 9.
18. Патент на корисну модель № 106851 Україна, МПК (2016.01) А61В 17/00, G01N 33/50 (2006/01) Спосіб інтегральної диференційної оцінки ступеня ризику неспроможності біліодигестивного анастомозу у хворих з холедохолітіазом в умовах гострого холангіту / Саволюк С.І., Лосєв В.О.; заявник та патентовласник Вінницький національний медичний університет ім. М.І. Пирогова. - № u 201510942; заявл. 093.11.2015; опубл. 10.05.2016; Бюл. № 9.
19. Патент на корисну модель № 109009 Україна, МПК (2016.01) А61В 17/00, А61К 31/03 (2006.01) Спосіб профілактики ускладнень розповсюдженого гнійного перитоніту / Саволюк С.І., Гудзь М.А., Вовчук І.М.; заявник та патентовласник Вінницький національний медичний університет ім. М.І. Пирогова. - № u 201600970; заявл. 08.02.2016; опубл. 10.08.2016; Бюл. № 15.
20. Патент на корисну модель № 110585 Україна, МПК (2016.01) А61 В 17/00 Спосіб видалення червоподібного відростка з черевної порожнини при лапароскопічній апендектомії / Саволюк С.І., Лисенко В.М., Балацький Р.О., Гвоздяк М.М., Зубаль В.І.; заявник та патентовласник Національна медична академія післядипломної освіти імені П.Л. Шупика. - № u 201605226; заявл. 13.05.2016; опубл. 10.10.2016; Бюл. № 19.
21. Патент на корисну модель № 111492 Україна, МПК А61В 17/02 (2016.01), А61М 5/158 (2006.01) Спосіб створення робочого простору в черевній порожнині при лапароскопія / Саволюк С.І., Лисенко В.М., Балацький Р.О., Гвоздяк М.М., Зубаль В.І.; заявник та патентовласник Національна медична академія післядипломної освіти імені П.Л. Шупика. - № u 201605225; заявл. 13.05.2016; опубл. 10.11.2016; Бюл. № 21.
22. Патент на корисну модель № 112799 Україна, МПК (2016.01) А61В 17/00 Спосіб хірургічного лікування хронічного комбінованого геморою III-IV стадій / Саволюк С.І., Сіряченко В.Г., Шуляренко О.В., Ігнатов І.М., Зуєнко В.В.; заявник та патентовласник Національна медична академія післядипломної освіти імені П.Л. Шупика. - № u 201607592; заявл. 11.07.2016; опубл. 26.12.2016; Бюл. № 24.

## Учні
- Гудзь Максим Анатолійович – кандидат медичних наук (2016), асистент кафедри хірургії № 2 ВНМУ імені М.І. Пирогова
- Шепетько-Домбровський Олексій Георгійович - кандидат медичних наук (2017)
- Мельник Тарас Олександрович - асистент кафедри хірургії № 2 ВНМУ імені М.І. Пирогова
- Стемпен Василь Юрійович - асистент кафедри хірургії № 2 ВНМУ імені М.І. Пирогова
- Томашевський Ярослав Віталійович – здобувач кафедри хірургії № 2 ВНМУ імені М.І. Пирогова
- Лосєв Владислав Олександрович – аспірант кафедри хірургії № 2 ВНМУ імені М.І. Пирогова
- Дембіцький Андрій Русланович – магістрант кафедри хірургії № 2 ВНМУ імені М.І. Пирогова
- Крестянов Микола Юхимович – асистент кафедри хірургії та судинної хірургії НМАПО імені П.Л. Шупика МОЗ України
- Горбовець Владислав Сергійович - асистент кафедри хірургії та судинної хірургії НМАПО імені П.Л. Шупика МОЗ України
- Балацький Роман Олегович - асистент кафедри хірургії та судинної хірургії НМАПО імені П.Л. Шупика МОЗ України
- Зубаль Володимир Іванович – здобувач кафедри хірургії та судинної хірургії НМАПО імені П.Л. Шупика МОЗ України
- Свиридюк Борис Володимирович - здобувач кафедри хірургії та судинної хірургії НМАПО імені П.Л. Шупика МОЗ України
- Рибчинський Гордій Олегович - аспірант кафедри хірургії та судинної хірургії НМАПО імені П.Л. Шупика МОЗ України
- Зуєнко Вікторія Вікторівна - аспірант кафедри хірургії та судинної хірургії НМАПО імені П.Л. Шупика МОЗ України
- Потапов Олексій Андрійович - аспірант кафедри хірургії та судинної хірургії НМАПО імені П.Л. Шупика МОЗ України

## Перелік ключових публікацій
1. Діагностика та моніторинг ендотоксикозу у хірургічних хворих: монографія Годлевський А.І., Саволюк С.І. – Вінниця: Нова Книга, 2015. – 232 с.
2. Саволюк С.І. Комплексне лікування хворих на гострий некротичний панкреатит в післяопераційний період // Хірургія України. – 2004. - № 3 (11). – С. 98 – 99.
3. Саволюк С.І. Морфофункціональні зміни гепатобіліарної системи при обтураційній жовтяниці та після біліарної декомпресії // Вісник морфології. – 2007. - № 13 (1). – С. 199 – 203.
4. Саволюк С.І. Вплив методів біліарної декомпресії на післяопераційний період та профілактика його ускладненого перебігу у хворих з доброякісною обтураційною жовтяницею // Науковий вісник Ужгородського університету. – 2008. – Випуск 33, С. 207 – 210.
5. Саволюк С.І. Особливості змін імунологічної реактивності у хворих з критичними та некритичними формами доброякісної обтураційної жовтяниці // Вісник морфології. – 2008. - № 14 (2). – С. 355 – 359.
6. Саволюк С.І. Прогнозування наслідків хірургічного лікування хворих на обтураційну жовтяницю непухлинної етіології в ранньому та віддаленому післяопераційному періодах // Вісник Вінницького національного медичного університету. – 2009. - № 13 (1/2). – С. 302 – 303.
7. Саволюк С.І. Прогнозування розвитку та диференційована етапна програма корекції післяопераційної дисфункції печінки у хворих з ускладненими формами доброякісної обтураційної жовтяниці // Вісник морфології. – 2009. - № 15 (1). – С. 164 – 169.
8. Годлевський А.І., Саволюк С.І. Тактика хірургічного лікування травм печінки // Збірник наукових праць Української військово-медичної академії. – 2010. – Випуск 28. – С. 67 – 69.
9. Годлевський А.І., Саволюк С.І., Ярмак О.А. Роль інтраопераційної ультразвукової діагностики у виборі методу оперативної корекції при обструктивній жовтяниці непухлинного ґенезу // Хірургія України. – 2011. - № 1. – С. 45 – 49.
10. Саволюк С.І. Критичні моменті післяопераційного періоду в хворих з непухлинними обтураційними жовтяницями після хірургічних методів зовнішньої біліарної декомпресії // Вісник Вінницького національного медичного університету. – 2011. - № 2, Том 15. – С. 343 – 347.
11. Саволюк С.І. Об'єктивізація оцінки вихідної важкості стану хворих на обтураційну жовтяницю непухлинної етіології в виборі тактики хірургічного лікування // Вісник морфології. – 2013. - № 1 (Т. 19). – С. 120 – 125.
12. Годлевський А.І., Саволюк С.І., Клімас А.С. Предиктори розвитку ускладнень у хворих з ізольованою та поєднаною травмою органів черевної порожнини // Вісник ВНМУ. – 2014. - № 2, Т. 18. – С. 543 – 549.
13. Саволюк С.І. Постдекомпресійна дисфункція печінка як проблема хірургічного лікування обтураційної жовтяниці непухлинної етіології // Вісник ВНМУ. – 2014. - № 2, Т. 18. – С. 549 – 554.
14. Годлевський А.І., Саволюк С.І., Лосєв В.О. Зміни оптичних параметрів стану колагенових волокон загальної жовчної протоки при розвитку гострого холангіту як ускладнення холедохолітіазу // Вісник морфології. – 2015. - № 1, Т. 21. – С. 216 – 219.
15. Годлевський А.І., Саволюк С.І., Томашевський Я.В. Клініко-лабораторні особливості перебігу гострого панкреатиту біліарної етіології у хворих на цукровий діабет // Клінічна хірургія. – 2015. - № 7. – С. 9 – 12.
16. Годлевський А.І., Саволюк С.І., Лосєв В.О. Діагностика ступеня ризику виникнення неспроможності біліодигестивних анастомозів в умовах гострого холангіту // Збірник наукових праць співробітників НМАПО ім. П.Л. Шупика. – 2015. – Випуск 24, книга 1. – С. 33 – 39.
17. Саволюк С.І., Ходос В.А. Найближчі та віддалені результати ехосклерооблітерації неспроможних перфорантних вен при варикозній хворобі функціонального класу С6 // Хірургія України. – 2015. - № 4. – С. 91 – 95.
18. Саволюк С.І., Ходос В.А., Музь М.І. Досвід застосування ендовенозної радіочастотної облітерації в лікуванні варикозної хвороби нижніх кінцівок // Хірургія України. – 2016. - № 1 (57). – С. 81 – 84.
19. Саволюк С.І., Гудзь М.А., Кацал В.А. Динаміка показників цитопатичної гіпоксії та цитокінового профілю залежно від стадії гнійного перитоніту // Шпитальна Хірургія. Журнал імені Л.Я. Ковальчука. – 2016. - № 2 (74). – С. 23 – 26.
20. Саволюк С.І., Гудзь М.А. Вплив відкритих і відеолапароскопічних санацій черевної порожнини на стан імунного профілю у хворих на гнійний перитоніт // Вісник Вінницького національного медичного університету. – 2016. - № 1, Ч. 2 (Т. 20). – С. 246 – 250.
21. Саволюк С.І., Крестянов М.Ю. Порівняльний аналіз результатів лікування пахвинних гриж методами фіксаційної та безфіксаційної лапароскопічної алогерніопластики // Вісник Вінницького національного медичного університету. – 2016. - № 1, Ч. 2 (Т. 20). – С. 285 – 289.
22. Саволюк С.І., Балацький Р.О. Поєднання лапароскопічних та електрозварювальних технологій у лікуванні хворих з гострим апендицитом як фактор профілактики інтраабдомінальних ускладнень // Шпитальна Хірургія. Журнал імені Л.Я. Ковальчука. – 2016. - № 3. – С. 89 – 93.
23. Саволюк С.І., Рибчинський Г.О. Алгоритм лікувально-профілактичних заходів при дефектних рубцях на молочних залозах // Вісник морфології. – 2016. - № 2, Т. № 22. – С. 385 – 387.

## Нагороди
- Заслужений лікар України[2]

### Наукові публікації
- Саволюк С.І. (список близько 190 публікацій)// Сайт Національної бібліотеки імені В. Вернадського, Процитовано 1 грудня 2022 року

### Наукові патенти
- Саволюк С.І. (список понад 100 патентів)// База патентів України, Процитовано 1 грудня 2022 року